# NGC 2043
NGC 2043 é um aglomerado aberto na direção da constelação de Mensa. O objeto foi descoberto pelo astrônomo Pietro Baracchi em 1884, usando um telescópio refletor com abertura de 48 polegadas. 